# Sänkbro
En sänkbar bro är en typ av öppningsbar bro, som sänker brodäcket under vattennivån för att möjliggöra sjötrafik att passera på den korsande vattenvägen. Denna brotyp är motsatsen till olika typer av lyftande broar, som istället lyfter vägbanan för att tillåta sjötrafik under.

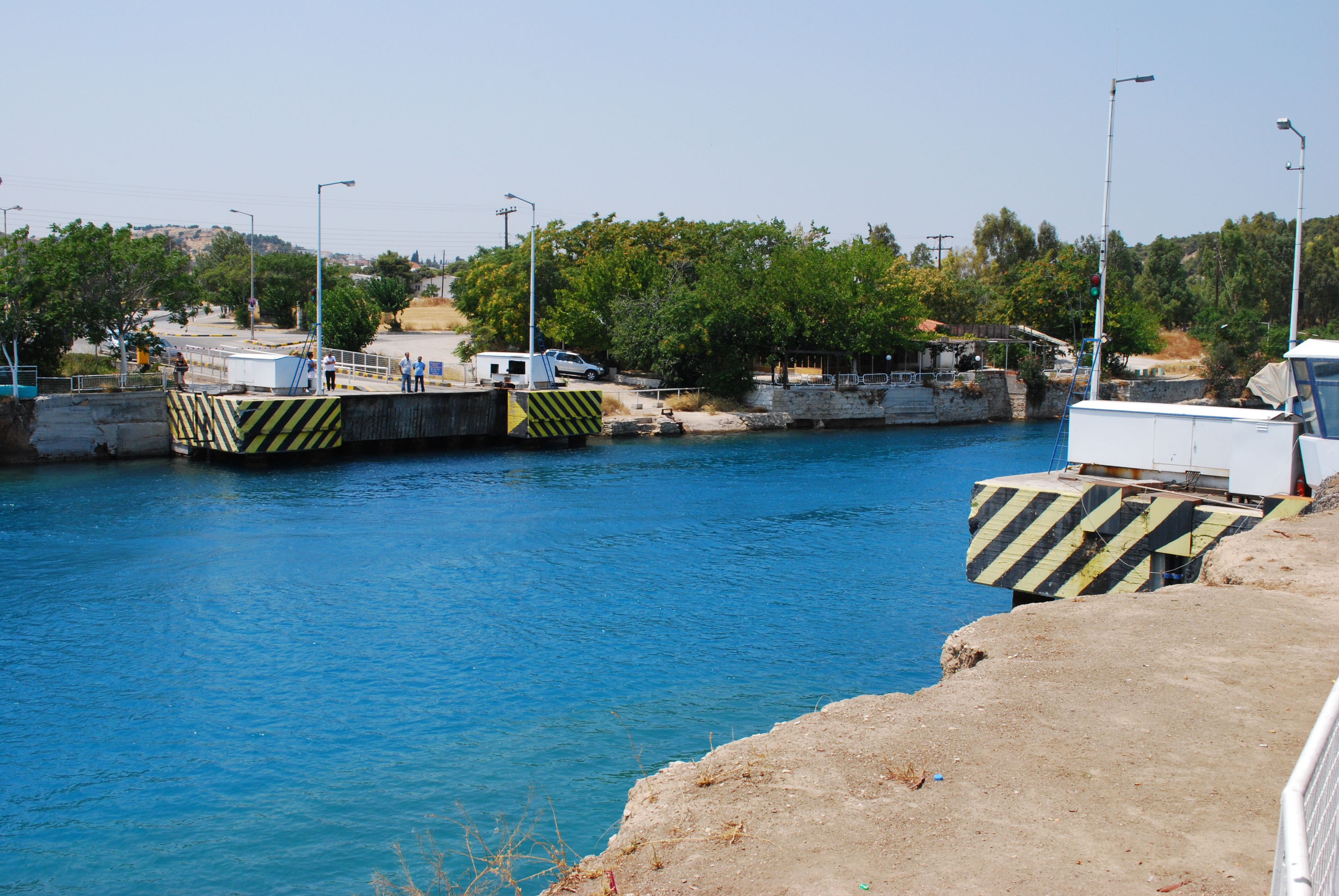
Sänkbro vid Korinthkanalen under vatten

Öppningsförlopp från denna bildserie

## Exempel och funktion
Det finns två sänkbroar i den grekiska Korinthkanalens båda ändar, en i Isthmia i kanalens östra ände och en i Poseidonia vid dess västra ände. Brospannen sänks där till 8 meter under vattenytan, vid passage av fartyg i kanalen. Båda dessa broar innehåller vardera två körfält för biltrafik och ett gångfält i mitten avgränsat med bärande stålbalkar. Sänkbrons främsta fördel framför lyftbroar är att det inte finns någon struktur ovanför farleden och därmed ingen höjdbegränsning för fartygstrafiken, vilket är särskilt viktigt för högre segelfartyg. I denna kanal ligger den fria höjden på 52 meter över havet, och begränsas av de fasta broarna som alla ligger på kanalens högplatå.
Termen sänkbro tillämpas ibland på icke rörliga broar, som är konstruerade för att tåla översvämningar och starka strömmar vid högt vattenstånd. Sådana broar är egentligen lågvattenbroar.
- Sänkbron i Isthmia: 37°55′5.34″N 23°0′25.26″Ö / 37.9181500°N 23.0070167°Ö
- Sänkbron i Poseidonia: 37°57′0.34″N 22°57′44.49″Ö / 37.9500944°N 22.9623583°Ö